# Kremlin van Rostov

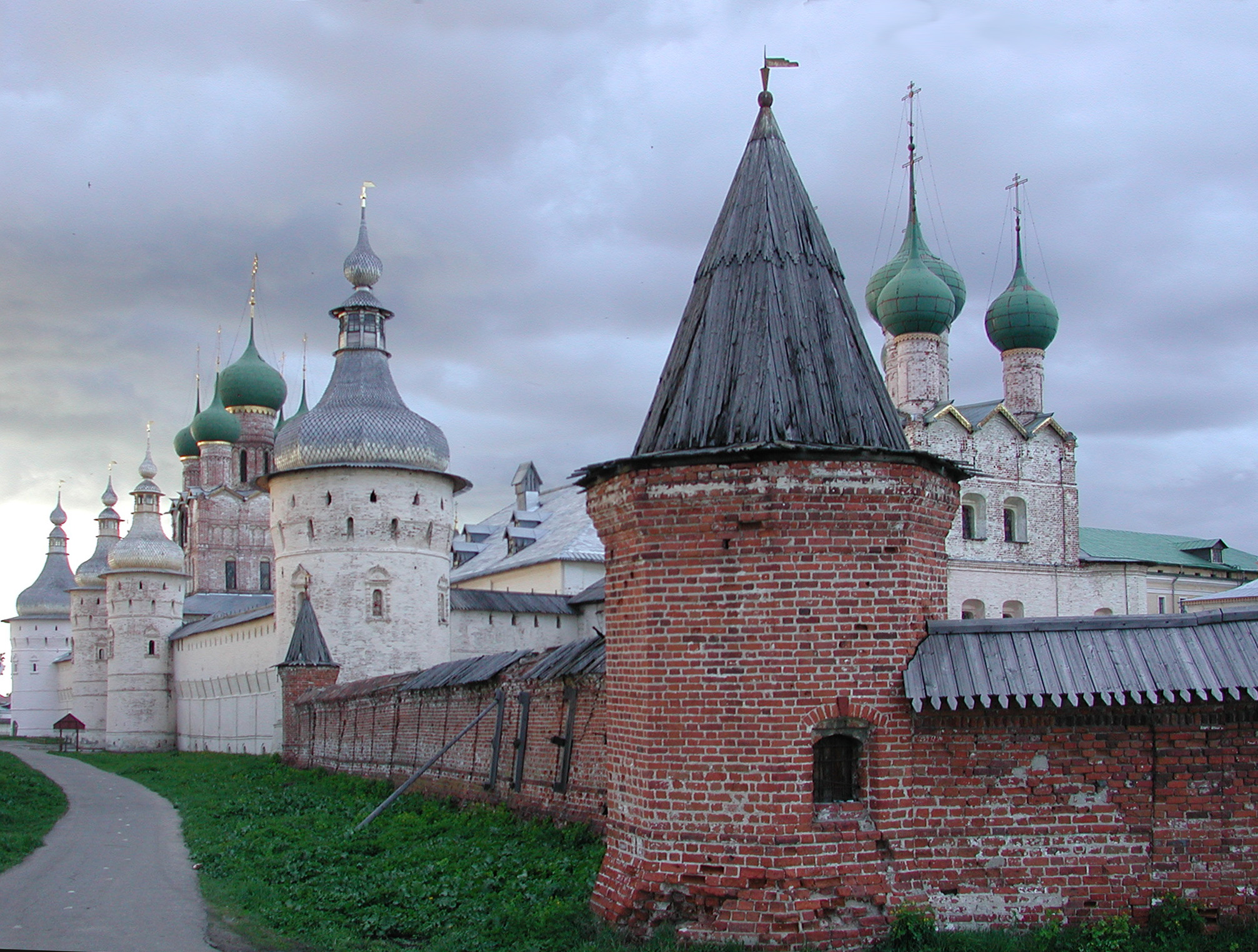
Het Kremlin van Rostov

Kremlin van Rostov of Hof van metropoliet (Russisch: Ростовский кремль of Митрополичий двор) is de voormalige residentie van metropoliet in de Russische stad Rostov Veliki (oblast Jaroslavl). Tegenwoordig is het een museum. Het kremlin bevindt zich aan de oever van het Neromeer.
De naam kremlin is niet zonder controverse. Eigenlijk is het geen volwaardige kremlin zoals anderen. Ten eerste zijn de muren van het Rostovse kremlin eerder ter decoratie dan voor verdedigingsdoeleinden gebouwd en ten tweede is het geen versterkte stadskern, maar alleen de residentie van de geestelijke leider. Maar toch wordt de naam Kremlin vrij algemeen gebruikt in de Russische bronnen.

## Geschiedenis
Het kremlin werd gebouwd in opdracht van de metropoliet Iona Sysojevitsj ergens tussen 1670 en 1683. De residentie werd gebouwd in de stijl van oudere kremlins. De architect van het kremlin is niet bekend, maar vermoedelijk was het Pjotr Dosajev. Het kremlin werd gebouwd rond de oudere Oespenskikathedraal.
Nadat de zetel van metropoliet van Rostov naar Jaroslavl overgeplaatst werd, raakten het kremlin en zijn kathedralen in verval. In de 19e eeuw werd het kremlin gerestaureerd met het geld dat door de lokale kooplieden inzameld werd.

## Gebouwen van kremlin

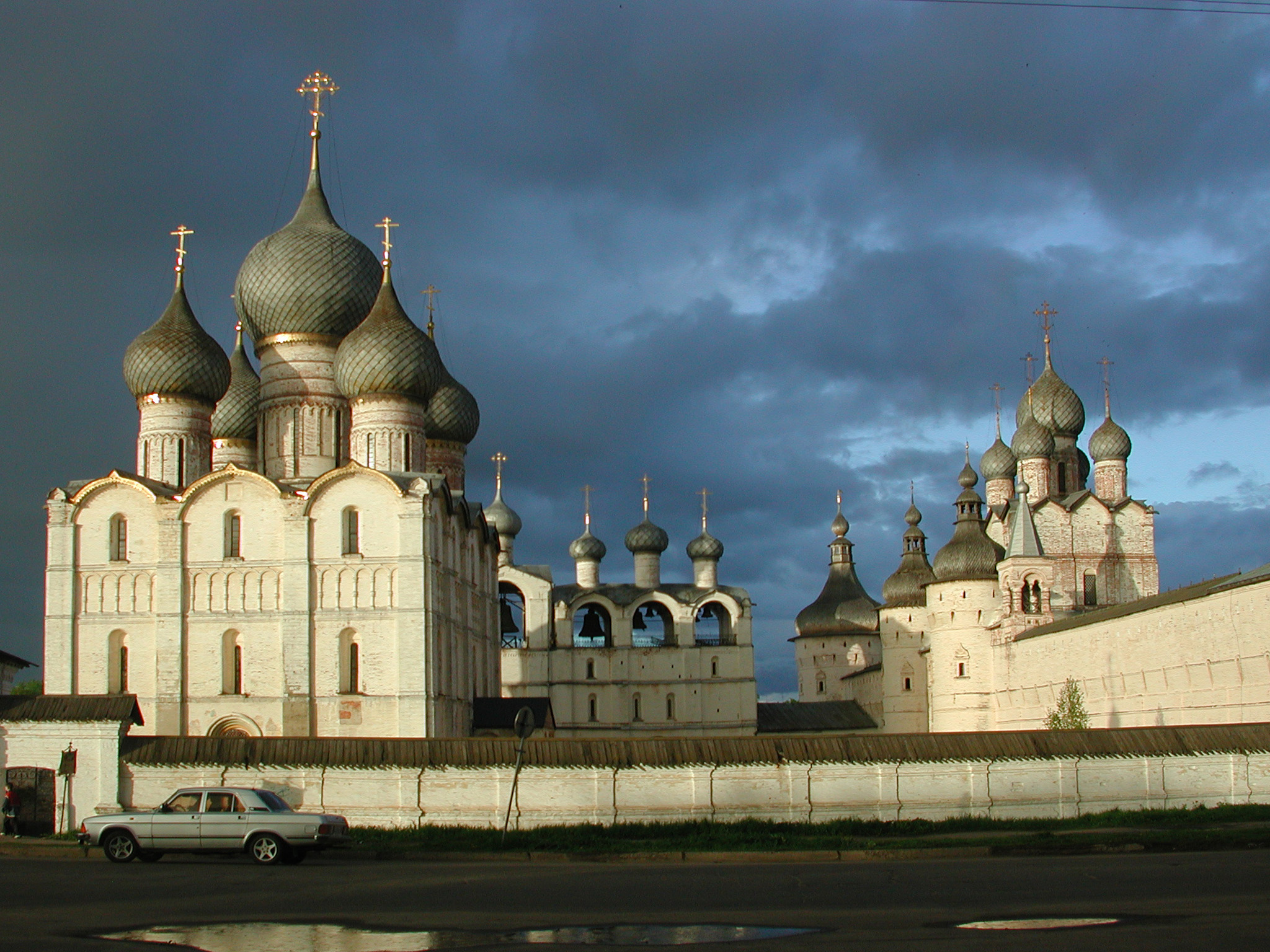
Kathedralen in het kremlin

- Oespenskikathedraal (Успенский собор), 1508—1512
- Klokkentoren van Oespenskikthaedraal (Звонница Успенского собора), 1682—1687
- Heilige poort (Святые ворота)
- Vozneseniakerk (Вознесенская церквовь, Hemelvaartkerk) dat boven de poort staat, 1670
- Gerechtshof (судный приказ), 1650—1660
- Ioanna Bogoslova-kerk (церковь Ионанна Богослова; "Evangelist Johanneskerk"), 1683
- Odigiriakerk (церковь Одигирии), 1693
- Spapsa na Senjah-kerk (церковь Спаса на Сенях), 1675
- Grigiria Bogoslova-kerk (церковь Григория Богослова, Kerk van Gregorius van Nazianze), 1680
- Rood paleis (красная палата), 1670—1680
- Huis op de kelders («Дом на погребах»), 17e eeuw
- Gebouw van Samuïl (самуилов корпус)
- Wit paleis (Белая палата)
- Muren en elf torens